# Cousins
«Cousins» (En español: «Primos») es el primer sencillo del segundo álbum Contra de Vampire Weekend. Fue grabado por la banda en la Ciudad de México y debutó a los pocos días en Guadalajara. El sencillo fue lanzado 17 de noviembre de 2009 y un 7" fue lanzado 15 de diciembre de 2009.

## Video musical
El video de la canción, dirigido por Garth Jennings, debutó en MTVu el 19 de noviembre de 2009.
El video muestra a los miembros de Vampire Weekend tocando en un largo callejón. A lo largo de la canción, los miembros de la banda giran lugares en una plataforma que se mueve hacia arriba y hacia abajo del callejón en una pista. Aunque algunos de los miembros de la banda están en la plataforma, los otros toman posiciones al lado de la plataforma. Los miembros de la banda también intercambian máscaras de unos a otros, el uso de ellos mientras canta. Hacia el final del video, confeti comienza a llover abajo en el callejón.
Stereogum describe el vídeo como "rápido, peculiar e impredecible, pero no sin un sentido del humor sobre sí mismo, así que casi perfecto para un grupo de jugadores de la Liga Ivy, que no están por encima de sí mismo satirizando su prepped en maneras".

## Lista de canciones
| N.º | Título                      | Duración |  |
| 1.  | «Cousins»                   | 2:25     |  |
| 2.  | «California English, Pt. 2» | 2:59     |  |

## Posicionamiento en listas
| Listas (2010)                  | Mejor posición |
| ------------------------------ | -------------- |
| UK Singles Chart               | 39             |
| UK Indie Chart                 | 3              |
| US Billboard Alternative Songs | 18             |
| US Billboard Rock Songs        | 25             |

## Uso en otros medios
"Cousins" se utiliza en la secuencia inicial de la película de 2010, The Kids Are All Right. También aparece en Pro Evolution Soccer 2011 como banda sonora. También fue versionado por la banda de indie folk británico Mumford & Sons.